# Glycogeenstapelingsziekte type III

Microscopisch beeld van een leverbiopt met kenmerken van glycogeenstapelingsziekte type III.

Glycogeenstapelingsziekte type III (GSD type III, ziekte van Forbes-Cori) is een van de glycogeenstapelingsziekten, een autosomaal recessieve stofwisselingsziekte waarbij er een tekort of afwijking is van het debranching enzym amylo-1,6-glucosidase dat glycogeen afbreekt tot glucose. Deze zeldzame ziekte is onderverdeeld in twee types:
- Type IIIa: Met betrokkenheid van de lever en spieren. Dit type komt voor bij ±85% van alle GSD III patiënten.
- Type IIIb: Met betrokkenheid van alleen de lever. Dit type komt voor bij ±15% van alle GSD III patiënten.[1]

## Geschiedenis
In 1928 werd de eerste beschrijving van een patiënt met glycogeenstapelingsziekte type III gepubliceerd. Creveld beschreef een 7-jarige jongen met een vergrote lever (hepatomegalie), obesitas en kleine geslachtsdelen. Creveld bedacht dat het om een ziekte moest gaan waarbij de glycogeenverbranding verstoord was. Er kon minder glycogeen verbrand worden en er kwam zo minder energie vrij; om dit te compenseren verbrandde het lichaam meer vet. Later werd deze theorie wetenschappelijk onderbouwd en glycogeenstapelingsziekte type III genoemd. Met enzymonderzoek kon worden bewezen dat de patiënt die Creveld had beschreven aan deze ziekte leed.

## Oorzaak
Het tekort aan het debranching-enzym wordt veroorzaak door een mutatie in het AGL-gen dat gelokaliseerd is op chromosoom 1p21. Meer dan honderd mutaties zijn beschreven. Zowel GSD type IIIa als GSD type IIIb worden veroorzaakt door een mutatie op het AGL-gen, desondanks zijn de ziekteverschijnselen van deze typen verschillend. Dit heeft waarschijnlijk te maken met een verschillende genexpressie in verschillende weefsels.

## Erfelijkheid

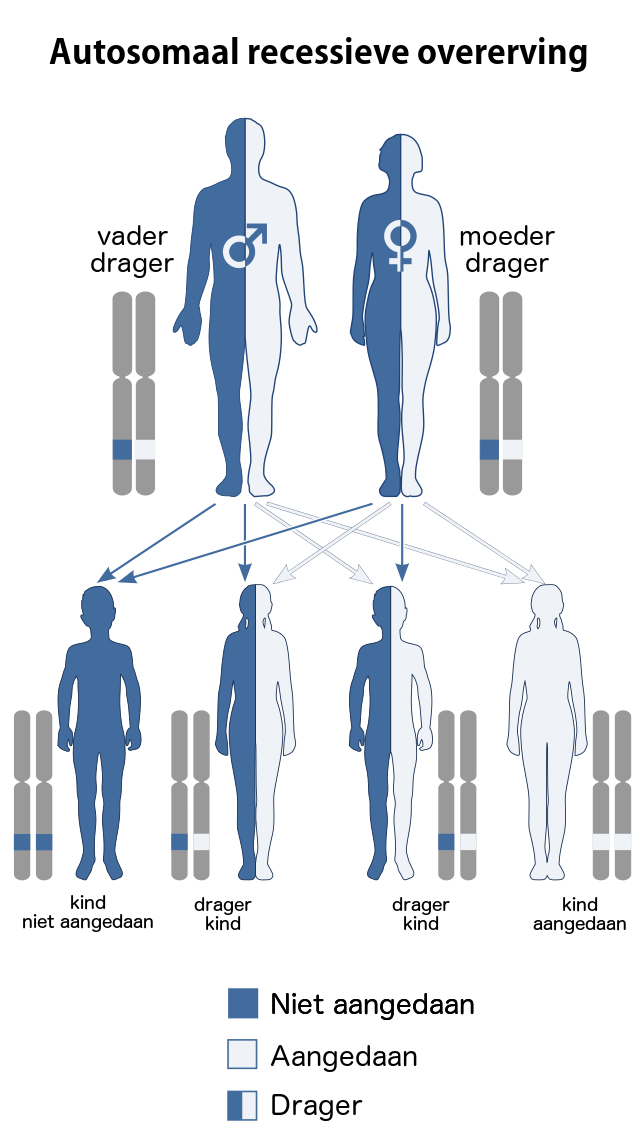
Autosomale overerving

Beide types van GSD III zijn autosomaal recessieve ziekten.
Dit betekent dat wanneer allebei de ouders drager zijn van een afwijkend gen dat GSD type III veroorzaakt, er 25% kans is om een kind te krijgen met de ziekte GSD type III. Zelf hebben ze de ziekte niet en hebben ze 75% kans om een kind te krijgen zonder de ziekte. Wel is 2/3 van die kinderen ook drager van het gen, zonder hier klachten van te hebben.

## Epidemiologie
De incidentie van GSD type III wordt geschat op 1 op 500.000 levend geboren kinderen.

## Pathofysiologie
GSD type III wordt veroorzaakt door een defect in het debranching enzym amylo-1,6-glucosidase. Dit zorgt ervoor dat glycogeen maar voor een deel kan worden afgebroken tot glucose er ontstaat een restproduct van glycogeen, genaamd dextrine. Alleen de glycogenolyse is aangedaan, de gluconeogenese is nog wel werkzaam. Hierdoor zijn de symptomen van GSD type III vaak milder in vergelijking met GSD type I.

## Klinisch beeld
Doordat het lichaam te weinig glucose kan aanmaken, ontstaat hypoglykemie. Dit uit zich meestal al op een leeftijd van enkele maanden, door trillen en spierzwakte. Ook groeit het kind niet goed. Bij lichamelijk onderzoek wordt vaak ontdekt dat de lever vergroot is, wat na de puberteit meestal weer verdwijnt. Vaak komt ook een hartafwijking voor: hypertrofische cardiomyopathie.

## Differentiaaldiagnose
De symptomen van GSD type III kunnen ook lijken op andere ziektes. De differentiële diagnose van GSD type III is:
- GSD type I
- GSD type VI
- GSD type IX
- Fructose-1,6-bisfosfatasedeficiëntie
- Diabetes mellitus
- Ziekte van Niemann-Pick type B

## Behandeling
Er is nog geen behandeling voor GSD III die de ziekte kan genezen; wel kunnen de symptomen van de ziekte behandeld worden.
De behandeling is gelijk aan de behandeling van GSD type I en is er op gericht om hypoglykemieën te voorkomen, er wordt gestreefd naar een zo normaal mogelijke bloedglucosespiegel.

### Frequente voedingen
Vaak kleine porties eten is een veel gebruikte oplossing om hypoglykemieën te voorkomen. Afhankelijk van de ernst van de ziekte moet er om de 2-4 uur gegeten worden.

### Sondevoeding
's Nachts wordt er vaak gebruikgemaakt van sondevoeding. Sondevoeding kan gegeven worden via de neus, maar als langetermijnoplossing wordt er vaak gekozen voor een PEG-sonde. Hierbij loopt er tijdens de nacht continu een nauwkeurig afgemeten hoeveelheid voeding de maag in waardoor hypoglykemieën worden voorkomen.

### Complexe koolhydraten
Complexe koolhydraten, of zetmeel, bestaan uit complexe ketens van glucose en koolhydraten die in de natuur dienen als voedselreserve voor planten. Deze grote moleculen worden in het lichaam afgebroken tot kleinere koolhydraatmoleculen en zijn hierdoor een tragere energiebron. De complexiteit van deze koolhydraten en daarmee de traagheid van de energiebron wordt ingedeeld door middel van de glykemische index. Hoe lager de glykemische index, hoe trager de energiebron en hoe langer het duurt voordat er een hypoglykemie optreedt.
60-70% Van het dieet moet uit complexe koolhydraten bestaan. Voorbeelden van complexe koolhydraten zijn brood, deegwaren, aardappelen, maïs etc. 10-15% van het dieet moet bestaan uit eiwitten en 10-15% uit vetten.
Maiszetmeel, ook wel bekend als maïzena, is een zeer complex koolhydraat en hierdoor een zeer trage energiebron. Wanneer puur maiszetmeel gegeten wordt, zonder dit te verwarmen of verhitten, kan dit 3-4 uur dienen als energiebron. Maiszetmeelsnacks kunnen worden gegeten als overbrugging tussen maaltijden of 's nachts als vervanging van de nachtelijke sondevoeding.